# 美らかのん
美ら かのん(ちゅら かのん、1995年8月1日 -)は、日本のAV女優。現在フリーで活動している。以前、「久我 かのん(くが かのん)」として活動。

## 略歴
2014年12月、未満からR18指定イメージビデオ「未満式アイドル撮影会『激シャ無理』」を「久我かのん」の芸名で発売。翌年1月1日、「本番解禁。けしからんおっぱい。無毛の丘デビュー。 久我かのん 149cm」でAVデビュー。所属事務所は、ジーアースエンターテイメント。
ぽっちゃり体型で巨乳のロリ系AV女優。デビュー当時から、企画(単体)女優として活動。ロリ巨乳系の作品に出演しながら、NG項目のないドＭ女優としてハードなプレイの作品に出演している。監督面接で針刺しプレイを希望したが、事務所から止められていたエピソードがある。
2019年7月31日、クルーズグループを退所し、「美らかのん」に改名しフリーでの活動を開始。針責めやカッティングプレイなどよりハードな苦痛系プレイをやりたいために、事務所を退所し「美らかのん」としてアップデート。
緊縛師・ミラ狂美と共同でメーカー「億闇」を設立、クラウドファンディングなどを利用して作品を公開している。

## 人物
東京都出身。趣味は読書、裁縫
、特技はピアノ、琴。
幼稚園の頃からアブノーマルな妄想をしていて、14歳の頃にミラ狂美のことを知り、憧れの人となった。AV女優になったきっかけは、憧れのミラ狂美に会いたいこと、プレイしたいことが一番の理由だが、たまたま楽して稼ぎたいという友人と一緒に今の事務所に行った際にすすめられたから。
ミラ狂美とはSMの主従関係にあり、「狂美様になら何されてもいい」「殺されてもいい」「籍を入れて最後まで看取る」とその愛の深さを吐露。SMプレイ中に窒息して死にかけたことがある。

## 作品
無印:単体作品、○:複数人数による共演作品、○出演者:2から3人の共演作品、●出演者:2から3人の共演を含めたオムニバス作品、□:オムニバス作品、□出演者:出演者が3人までのオムニバス作品

### イメージDVD
| 発売日     | タイトル                                      | メーカー               | 規格 | 備考             |
| ---------- | --------------------------------------------- | ---------------------- | ---- | ---------------- |
| 2014/12/1  | 未満式アイドル撮影会「激シャ無理」 久我かのん | 未満                   | DVD  |                  |
| 2015/6/25  | pg 久我かのん                                 | ターンテーブル         | DVD  |                  |
| 2018/6/1   | 未満式着衣いたずら 制服美少女29人完全穢し撮り | 未満                   | DVD  | □ オムニバス作品 |
| 2020/4/28  | ヴィーナス・テルメ/美らかのん                 | オルスタックソフト販売 | DVD  |                  |
| 2020/11/27 | スイートマッサージサロン                      | オルスタックソフト販売 | DVD  | ○神納花          |

### アダルトDVD

#### 久我かのん
- 本番解禁。けしからんおっぱい。無毛の丘デビュー。 久我かのん 149cm(1月1日、ミニマム)
- おっぱい速報!!07 かのん(1月19日、OPPAI)
- kawaii*high school ジロジロ見られる大きなオッパイでオトコをイチコロにする誘惑JK 久我かのん 茉莉花みく(1月25日、kawaii*)○茉莉花みく
- 親子でボディ洗い一転近親相姦(2月19日、ROCKET)
- 豊乳幼妻 どすけべ義父の新妻いぢり 久我かのん(4月9日、ルビー)
- オタサーの巨乳姫 久我かのん(4月17日、クリスタル映像)
- ロリ乳首洗濯バサミ 悶絶娘かのん 久我かのん(4月17日、クリスタル映像)
- 「ねぇ?あたしと一緒にチャットでいっぱ〜いHなことしよ❤」 制服美少女!ピチャピチャ潮吹きLIVEチャットオナニー4時間DX vol.07(5月1日、GLAY'z)□
- つるマンおっぱいちゃん 149cm Hcup かのん(5月7日、桃太郎映像出版)
- 満員電車貧乏ゆすり痴漢 満員電車で身動きの取れない中、座席の前に立つウブ女子校生の股間に偶然のフリをしてひざを擦りつける貧乏ゆすり痴漢で腰くだけ!立ってられないほど感じさせろ!!(5月9日、アパッチ)□
- ペニバンレズ弁護士 小早川怜子(5月22日、クリスタル映像)○ - 女子校生役
- 街で見つけたチビ巨乳。連れ込みソープごっこ。かのん149cmとゆい138cm Wパイパン(6月1日、ミニマム)○桜ゆい
- 穴パンディルドオナニー 2(6月5日、OFFICE K’S)□
- 久我かのん 美少女緊縛性奴隷(6月6日、アイエナジー)
- 爆音バキュームフェラ(6月12日、REAL)□
- 妄想M・ロリ巨乳(6月19日、ドグマ)
- 「乳休め」は欲求不満のサイン!?巨乳をアピールして男を誘惑する女たち(6月19日、プレステージ)□星野ひびき、葉月美音
- ロリ巨乳!パイパン!ニコ生神放送露出これは絶対にアウトでしょ!(6月26日、First Star)
- 変態公衆便所タンツボ肉便器女 久我かのん(7月2日、グローリークエスト)
- 久我かのん 女子校生 中出し20連発(7月9日、アイエナジー)
- 下品な淫語を連発するスケベ女のディルドオナニー4時間(7月10日、REAL)□
- 鬼ママ!借金のかたに娘をAVに売り飛ばす極悪非道な母親(7月23日、ROCKET)○広瀬奈々美
- 一般男女モニタリングAV 温泉街で別々に声をかけた素人女子大生グループと1人っきりのオジサンが初対面でいきなりハーレム混浴に挑戦!若さ弾けるピチピチ巨乳に囲まれ数年ぶりにフル勃起した中年ち●ぽを見た素人娘たちは連続SEXしてあげるのか!? in 箱根温泉(8月6日、ディープス)●
- 直飲み専門 体液カフェ 3(8月21日、OFFICE K’S)●海野空詩
- アナル処女 最後の日 生まれて初めてのアナルSEX。そして初めてのアナル中出し…。 久我かのん(9月1日、無垢)※AV OPEN 2015乙女部門エントリー作品
- 女子校生のおま❤こおっぴろげ喫茶(9月1日、OFFICE K’S)○※AV OPEN 2015マニア・フェチ部門エントリー作品
- 有名コスプレイヤー 月に一度の危険日中出し大オフ会(9月1日、ワンズファクトリー)○菊池ひなの、並木杏梨※AV OPEN 2015企画部門エントリー作品
- Petit Story 9 小さな幼精4つの物語 久我かのん(9月1日、プラネットプラス)
- 女性専用 おち⭘ぽラブドール(9月4日、OFFICE K’S)□
- 回避不能イラマチオ(9月4日、OFFICE K’S)□
- M男おちんぽ研究所(9月18日、OFFICE K’S)○
- 本物中出し初解禁。精子が子宮で混ざり合う。拘束イキ狂いピストン中出し。かのんPP（パイパン）(10月1日、ミニマム)
- ボイン大好きレズビアン、女友達に過激なレズイタズラ。(10月7日、ビビアン)●あやね遥菜
- 義母娘 肛門レズ調教(12月1日、ヴィ)○飯岡かなこ
- 露天温泉にいた幼妻の断れない性格につけこみ輪姦中出し勝手にAV発売(12月1日、プレステージ)□
- お尻丸出しで野ション中の無防備な瞬間にナンパしたら、恥じらい美女とまさかの神展開!?(12月1日、プレステージ)□
- M性奴調教日記 かのん（仮名）(12月7日、山と空/妄想族)
- アイドルになりたい地味な眼鏡っ子 社長さんなんでもしますから、わたしを見捨てないで… 149cm久我かのん(12月11日、宇宙企画)

- 小さな女の子に「オイルマッサージ」6人(1月1日、プラネットプラス)□
- 着替え前のコスプレイヤーの無防備すぎるナマ乳にフル勃起しちゃった僕は…(1月1日、プレステージ)□小西みか、赤西涼
- 護身術道場は痴漢に遭いやすいスキだらけ女子の溜まり場！稽古中に密着セクハラしたところ…vol.2(1月1日、プレステージ)○小西みか、宇野ゆかり
- 清純女子校生恥じらいの脱糞3 久我かのん(1月7日、アタッカーズ)
- 素敵なカノジョ 久我かのん 小動物系異常性欲変態女の調教3P絶叫レズせっくす(1月13日、BACK DROP)
- Hカップのパイパン中出し膣便器(1月25日、えむっ娘ラボ)
- ちーちゃん開発日記 久我かのん(2月7日、アタッカーズ)
- 巨乳優等生 鉄縛アナル脱糞調教 久我かのん(2月25日、オペラ)
- 被虐の学園祭 女子校生フィスト&アナルの宴 久我かのん(3月7日、アタッカーズ)
- 美術部員 初スカトロ輪姦 久我かのん(4月25日、オペラ)
- 大便拷問研究所 久我かのん(6月25日、オペラ)
- 北区美少女ヌードモデル果てしなき自宅監禁事案（仮）(9月7日、桃太郎映像出版)□
- 自画撮りオマ○コ指オナニー6(10月6日、グローリークエスト)□
- 奇跡の小柄 巨乳 美少女のぷるぷるイッちゃう全力SEX4時間(10月7日、桃太郎映像出版)□
- 腋匂い嗅ぎ鑑賞&クンニ くすぐり精神崩壊バトル(10月10日、グリップAV)○春川せせら
- 神スク水 2 旧型スク水型番『F●OTMA●K旧/紺No13』&『A●VON D-●S1518』×プックリスジマ○コ Gcup かのん 西荻窪(10月20日、親父の個撮)
- 痰壺飼い 5 久我かのん(10月22日、RASH)
- YOUはナニしにTOKYOへ? 2(10月28日、プレステージ)□なつめ愛莉、安藤ありさ
- 汁男優に飼育された精子娘 くっさいザーメン鼻からジュルッっと飲みました 久我かのん(11月25日、煩悩組/妄想族)
- 全裸オイルキャットファイト 8 FINAL(12月8日、ROCKET)○
- 素人おっぱいコピー。2016冬の乳首勃起祭り!!(12月8日、はじめ企画)□
- 黒人解禁アナル拷姦 久我かのん(12月13日、ヴィ)
- 妻の妹が僕の敏感な乳首をしつこく責めてくる!パンパンに膨らんだ僕の亀頭を小悪マ💟コにハメながらも常にチクビ攻撃!もう我慢できなくて近親膣中に爆発射!!(12月23日、SCOPE)□
- おしっこ地獄 久我かのん(12月24日、RASH)
- オナラしちゃってもいいですか? 久我かのん(12月25日、1113工房/妄想族)

- 超高級巨乳スカトロソープ 久我かのん(1月1日、オペラ)
- 女子校生 引き裂きアナル拷姦 久我かのん(1月7日、ヴィ)
- 名門私立女子高生に通う女子校生たちに突撃交渉! 男子校で寮生活を送る同い年の童貞クンと人生初の王様ゲームしてみませんか? パンパンに張った発育中の大きなお嬢様おっぱいを独り占めでハメまくり!! 中出し放題!! (1月7日、ディープス)○
- トライブレイバーVol.01 シルエスターブライブルー 久我かのん(1月13日、GIGA)
- パンチラしたってポロリしたって気にするな! 超キツキツ! 極小スクール水着早着替えゲーム(1月19日、ATOM)○
- せんせいにくすぐりの苦しさ教えてアゲル(1月25日、グリップAV)
- おまる飲尿 総勢6名のオンナのションベンをおまる目線でゴクゴク飲尿!(1月20日、レイディックス)□
- 過敏な乳首 舐められて勃起する乳首レズビアン(2月1日、ゑびすさん/妄想族)●日高結愛
- 真面目な義理の妹を犯していたらその現場を目撃したヤリマンの義理のお姉ちゃんは、怒るどころか発情してしまい次はボクの精子が無くなるまで何度も犯されてしまいました…2(2月7日、Hunter)□
- 乳が素敵な女たちのストリップ・ダンス(2月25日、1113工房/妄想族)□
- ソソるJKリフレでぬれぬれパンツマッサージ マッサージの気持ちよさと女の子のパンツの食い込みに我慢できなくなったので、俺にもマッサージをやらせてくれよと頼み、パンツの上からJKのモリマン、マン肉、メコスジマッサージを開始!!(3月2日、SOSORU×GARCON)□春川せせら、大森玲菜
- 超絶倫巨乳少女! 3 突然出来た妹は超ヤリマン女子校に通う女子校生! いつも超無防備無警戒だからパンチラ胸チラ乳首チラしまくりでボクは毎日勃起しまくり! しかも恥ずかしながらちょっとボクのおちんちんは大きくて勃起を隠しきれません!(3月7日、Hunter)□
- ヒロイン陵辱Vol.96 スパンデクサー ムーンエンジェル(3月10日、GIGA)○水城りの
- 娘が目にした衝撃の事実! 今は亡き理想の父親はレイプ魔だった! 誕生日会とラベルされたビデオテープには、娘の同級生が父に犯されている映像が写っていた! (3月19日、お夜食カンパニー)○
- 酷虐電波SM666 女に恨まれた女の獄淫生放送 久我かのん(3月19日、シネマジック)
- 噂の淫爆処刑台 ザ・タランチュラ Vol.6 残虐の号泣痙攣!両穴狂乱淫撃拷問 久我かのん(3月19日、BabyEntertainment)
- サボりにきた保健室で僕の目に飛び込んできたのは、パンツ丸出しで熟睡してる女子生徒!! その光景にソソられ我慢できずに触ってしまうと…パンツからみるみるシミが!! 夢の中で発情した女子生徒は起きた途端にチ○ポを欲しがってきて…!?(4月6日、SOSORU×GARCON)□
- MASOTRONIX 10(4月21日、マッド)○芦名ユリア
- ヴァーチャルべろチュウ Lesbian Kiss(5月1日、ゑびすさん/妄想族)●
- セーラートゥルーパーズmodern ドミネーション地獄(5月12日、GIGA)○
- 絶倫少年連続中出しシェアハウス 2 姉の住む女性限定シェアハウスにやってきた絶倫弟がルームメイトを何度も何度も連続中出しで犯しまくる!(5月19日、アパッチ)○
- 尻肉と肛門を目に焼き付けるほどガン見する(5月25日、1113工房/妄想族)□新月さなえ、倉科もえ
- 女戦闘員VS美少年ヒーロー 集団誘惑責め地獄(6月9日、GIGA)○
- 食糞未亡人 〜愛人達のスカトロ制裁〜(6月13日、オペラ)○葵紫穂、鮎原いつき
- 夫同士で結託し「夫婦のマンネリ化の解消」と称して夫婦参加の飲み会をする事に。しかし妻たちには内緒で「お互いの妻を寝取る」のが本当の目的で…。(6月23日、プレステージ)○
- ヤキ入れ錬成女子 入魂シゴキ倶楽部(9月1日、シネマジック)○ ※AV OPEN 2017 ハード部門エントリー作品
- 絶対抜ける! ド迫力映像 あ～いくぅ その時女はエロスの極み(9月1日、FAプロ)□ ※AV OPEN 2017 ドラマ部門エントリー作品
- ブルマ少女にいたずら性教育12人(9月1日、プラネットプラス)□
- 過激な接吻 極上の濃厚レズキス(11月1日、ゑびすさん/妄想族)●日高結愛
- PAIN GATE 狂電導恥(11月20日、SCRUM)
- 巨乳女子校生 糞尿M男調教 久我かのん(12月13日、オペラ)
- 乳首用媚薬クリームの訪問販売にハマった人妻さんたち(12月13日、ズッコン/バッコン)○
- 過敏な乳首 舐められて勃起する乳首レズビアン 6(12月19日、ゑびすさん/妄想族)●日高結愛

- ベロ唾液フェチズム(1月19日、ゑびすさん/妄想族)□
- 蒸れた美脚匂い嗅ぎ舐めレズビアン(1月19日、ゑびすさん/妄想族)●咲羽優衣香
- 美女の腋 匂い舐めぶっかけ鑑賞(2月19日、ゑびすさん/妄想族)□
- 久我かのん 腹パンチ(2月19日、ボディーゾーン)
- 大便病院 久我かのん(2月19日、大塚フロッピー)
- おっぱい揉み乳首舐めレズビアン(3月1日、ゑびすさん/妄想族)●小春
- 女体観察 BGMや男性の声が一切入っていないヘアヌード映像集(3月20日、レイディックス)□
- 女体盛り×レズビアン(4月12日、ROCKET)○苑田あゆり

- 巨乳限定 ボイン乳首舐めレズビアン(4月19日、ゑびすさん/妄想族)●咲羽優衣香
- 女捜査官 糞穴ドリル拷問 朝桐光 久我かのん(4月25日、オペラ)○朝桐光
- 美少女戦士セーラーアルトリアス エーテリウム強奪攻防戦(6月8日、GIGA)○松下美織、一乃瀬るりあ
- こっそり姉の部屋を物色していたら彼氏を連れて帰ってきた姉 出るに出られずクローゼットに隠れていたら、決して見てはいけない姉のフェラを見てしまった妹は発情！それに気づいた彼氏は…2(7月10日、ブリット)●羽月希
- パイパン美少女中出し18人(7月13日、イノセント/妄想族)□
- 完全主観 エッチな恋人キス(8月1日、ゑびすさん/妄想族)□
- レズスカ・ルームシェア 久我かのん 佐川はるみ(8月19日、大塚フロッピー)○佐川はるみ
- Wバーチャルベロチュパ LES KISS(9月19日、ゑびすさん/妄想族)●小春
- ふたなり女下忍衆 集団変態快楽拷問(9月28日、GIGA)○
- 石橋渉のビキニHUNTING 35(10月1日、アートモード)□
- 爆乳エロプロレス(11月8日、ROCKET)○
- 究極エステテクニックレズ 顔面 乳首 脚 股間(11月19日、ゑびすさん/妄想族)●
- 巨チン美少女のザーメンには強制淫乱化させる成分が含まれています。(11月25日、ダスッ!)○
- ゲロスカフィストいじめ学級(11月25日、オペラ)○
- 私立腿コキ学園 3(12月13日、アロマ企画)○
- 揺れスカ大脱糞 かのんが揺れればウンコもユレる(12月19日、大塚フロッピー)
- 女戦闘員ジオール(12月28日、GIGA)○

- 変態マゾ肛門おねだり淫語 VIII 久我かのん(2月8日、クリスタル映像)
- 久我かのんイチャラブ始めました(3月8日、フルセイル)
- 路線バスで僕の視界に入った無意識に「オッパイ強調」になってる無防備なパイスラ女の子があまりにも可愛くて…(3月27日、First Star)□川口葉純、水卜麻衣奈
- 美少女完堕ち! 3P中出しFUCK7人(4月12日、UMANAMI)□
- 美少女戦士セーラーI 〜暗号名はIST〜(4月12日、GIGA)○桐山結羽、夢咲ひなみ
- ぼっちナンパ! テレビドラマ化されて有名なった池袋西口公園の周りには人でいっぱいなのになんで1人で居るんだろう…ってな子をナンパしてSEXしちゃいました!(4月27日、マーキュリー)□川口葉純、水卜麻衣奈
- 究極ゲロ糞レズビアン(5月25日、オペラ)○綾瀬もも乃
- チンシャブ感じ顔(7月1日、OFFICE K’S)□
- おもらしで感ずる女たち(7月1日、OFFICE K’S)□
- まぼろしマスク 〜怪人！釣チキ!暴かれる真性!の巻〜(7月12日、GIGA)○妃月るい
- マンカス汁濃厚舐めレズ(8月1日、ゑびすさん/妄想族)●日高結愛
- 淫乱女戦闘員ヴェルティゴvsブラストグリーン(8月23日、GIGA)○
- 仲良し姉妹の汁味くらべ♪「ちょっと!お姉ちゃんにバレたらヤバいって!」彼女の妹に手を出したところを姉（彼女）に見られたから同時にヤッて姉妹ました!(9月10日、ブリット)●羽月希
- 身近な生活空間で手の綺麗な人っていますよね? そんな人たちに日常空間で手コキされたら異常に興奮すると思うんですけどあなたもそう思いませんか?(9月13日、ケイ・エム・プロデュース)□
- M男のディナーは咀嚼物と唾液のみ! 唾吐き82発! 咀嚼物&唾液M男餌付けショー(10月10日、グリップAV)

- 全裸聖水飲ませ(3月7日、犬/妄想族)□

#### 美らかのん
- M男のディナーは咀嚼物と唾液のみ!唾吐き82発!咀嚼物&唾液M男餌付けショー(10月10日、グリップAV)
- ドSな制服美少女がM男踏み踏み大会優勝!放課後オヤジ狩り上履き&靴下踏み踏み部(10月19日、グリップAV)
- ドS巫女さんのアナルホジコキとM男くすぐり(11月30日、グリップAV)

- 船上合コン乱交パーティー(3月13日、黒船)○
- PAIN GATE 刻肢夢想(3月16日、SCRUM)
- クラッシュ足裏と表情を同時鑑賞! 踏み踏みフードクラッシュ実況ナマ中継(3月25日、グリップAV)○
- 超豪快巻!グラマー仮面VSまぼろしマスク 〜お姉さま熱&愛レッスンの巻〜(4月10日、GIGA)○水城奈緒、妃月るい
- スパンデクサー・ネオ3 〜ムーンエンジェルと淫濁の呪縛〜(5月8日、GIGA)○ EMILY
- DEATH LIMIT デスリミット 限界を超えた苦痛と狂気 ミラ狂美×美らかのん(11月1日、バミューダ)
- アナル&大量ごっくん会員制高級三穴専門風俗 美らかのん(12月4日、h.m.p)
- 変態スカトロ女子旅 うんこが紡ぐうんこ友情(12月24日、V&Rプランニング)○天音うらん
- スカハラ病棟 〜糞尿M男調教SPECIAL〜(12月25日、オペラ)○小日向まい、羽田希

- 有刺鉄線拷問(1月26日、PINKARK)
- 野外緊縛 露出飼育 美らかのんvsミラ狂美(2月19日、エーゲ)
- 人妻獄拷問(3月2日、PINKARK)
- 巨チン姦 口が裂けちゃう!(3月12日、REAL)□
- 野外緊縛調教(4月1日、バミューダ)□
- 媚縛潜入捜査官11 縛られて薬漬けにされる美人の捜査官(5月1日、ワルハラ)
- ミス・ユニバース 7th 〜二人のミス・ユニバース〜(5月14日、GIGA)○岬あずさ
- 変態妻野外露出(6月1日、ワルハラ)□

### 女性向けアダルトDVD
- 流出! 個人撮影会 ～淫乱羞恥プレイに悶える いいなりモデル北野翔太～（2018年2月8日、GIRL'S CH）○金井みお

### アダルトVR

#### 久我かのん
- 絶景VR! 脱糞見せつけ糞フェラ遊戯! 久我かのん(11月25日、オペラ)

- アダルトエクスポで話題の新作! 長尺3DVR! 淫乱4人姉妹の家に居候したらそこは花園天国だった（4月7日、Virtual Rabbit）○
- 3DVRで妹のトイレに特攻! 俺の妹は性奴隷で肉便器! たっぷり出すからきれいにしてね! 久我かのん(5月29日、Virtual Rabbit)
- VR顔騎2(10月15日、ガン見隊)□
- 揺れスカ大脱糞 かのんが揺れればウンコもユレる 久我かのん(12月20日、大塚フロッピー)※「VR-1グランプリ 2018」エントリー作品

- 巨乳巨尻W女教師 お仕置きスカトロASMR(6月27日、オペラ)○朝桐光
- 緊縛ゲロ糞SM浣腸拷問 久我かのん(9月27日、オペラ)
- 女同士のガチ喧嘩 レズキャットファイトVR(12月20日、ビビアン)○葉月もえ

### 写真集
- 原寸大おっぱい図鑑 Ecstasy（2017年11月17日、一迅社　撮影：須崎祐次）- Hカップ担当[12] ISBN 978-4-7580-1579-0

## 出演

### テレビ
- 志村&鶴瓶のあぶない交遊録2019（2019年1月2日、テレビ朝日） - おっぱい相撲する女子役[13][14]